# Os Agentes do Destino
Os Agentes do Destino (em inglês:  The Adjustment Bureau) é um filme de romance e ficção científica dirigido e escrito por George Nolfi, baseado no conto "Adjustment Team" de Philip Dick. Seu lançamento ocorreu em março de 2011.

## Sinopse
David Norris (Matt Damon), um carismático congressista americano que parece destinado ao estrelato político, tem um caso amoroso com a bailarina Elise Sellas (Emily Blunt), mas há forças misteriosas e circunstâncias estranhas que impedirão esse romance.

## Elenco
- Matt Damon  .... David Norris
- Emily Blunt  .... Elise Sellas
- John Slattery  .... Richardson
- Anthony Mackie  .... Harry
- Terence Stamp  .... Thompson
- Shohreh Aghdashloo  .... Mrs. Norris
- Michael Kelly  .... Charlie Traynor
- Anthony Ruivivar  .... McCrady

## Recepção da crítica
The Adjustment Bureau teve recepção mista por parte da crítica especializada. Em base de 40 avaliações profissionais, alcançou uma pontuação de 62% no Metacritic. 